# الملك ألفريد (قصيدة)

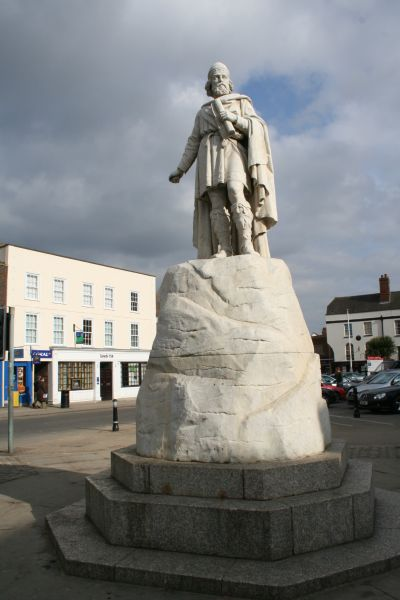
تمثال الملك الأنجلوسكسوني ألفريد العظيم (849 - 899) حاكم مملكة ويسيكس.

الملك ألفريد هي قصيدة ملحمية  لجون فيتشيت (توفي عام 1838) وأكملها روبرت روسكو ، نُشرت في عامي 1841 و 1842.

## ملخص
تروي القصيدة - بعبارات درامية -  معارك الملك ألفريد المستمرة ضد الدنماركين.  تتدخل قوى خارقة للطبيعة لمساعدة كلا الجانبين: رئيس الملائكة ميخائيل ومضيفيه - نيابة عن الإنجليز - ولوسيفر ومضيفيه - نيابة عن الدنماركيين.
هل يستطيع الملك ألفريد - على الرغم من تعرضه للضرب - هندسة عودة عسكرية ناجحة رغم كل الصعاب؟
هل سيتمكن الدنماركيون الباقون - الذين اعتادوا على الحرب منذ شبابهم - من التعايش السلمي مع الأجناس الأخرى على الأراضي الإنجليزية؟

## تاريخ
كان العمل العظيم في حياة جون فتيشت هو العمل الذي شغل ساعات فراغه لمدة أربعين عامًا ، وفي تكوينه منح الصناعة غير المنهكة والبحث الدقيق.  تمت طباعته في وارينجتون للتداول الخاص على فترات بين 1808 و 1834 ، في خمسة مجلدات.ألقيت في شكل قصيدة ملحمية رومانسية ، موضوعها حياة وأزمنة الملك ألفريد ، بما في ذلك ، بالإضافة إلى سيرة ألفريد ، مثال للآثار والطبوغرافيا والدين والحالة المدنية والدينية للبلد.أعاد كتابة جزء من العمل ، لكنه لم يعش لإكماله.  لقد ترك المال لطباعة طبعة جديدة ، وتولى مهمة الإشراف عليها تلميذه وكاتبها وصديقه ، روبرت روسكو  (ابن وليام روسكو من ليفربول) ، الذي أكمل المهمة بإضافة 2585 سطرًا ، العمل بأكمله يحتوي على أكثر من 131000 سطر.  نشر بيكرينغ هذا النصب المذهل في 1841-182 ، في ستة مجلدات ، 8 فوهات ، بعنوان «الملك ألفريد ، قصيدة».